# Cristoforo Canal (politico)
Cristoforo Canal (Venezia, 2 novembre 1562 – 23 novembre 1602) è stato un politico italiano.
Appartenente al ceto patrizio, nacque da Fabio Canal e da Fiordelisa Basadonna. Il padre aveva ricoperto numerosi incarichi civili e militari della Serenissima, quali capo del Consiglio dei dieci, provveditore a Marano, alle Rason nuove, alla cavalleria in Dalmazia, a Corfù, alle legne in Istria e Dalmazia e sopra il bosco del Montello.
L'esistenza di Cristoforo fu breve e decisamente meno varia. Dopo aver fatto parte del Consiglio dei dodici, nel 1592-1594 fu conte di Zara e, nell'ultimo periodo, anche capitano in sostituzione di Daniele Gradenigo. In questo periodo dovette affrontare il problema delle biave (granaglie) che dovevano essere importate dai nemici Turchi. Per evitare le speculazioni dei mercanti, che danneggiavano soprattutto i poveri, aveva acquistato personalmente grandi quantità di grano che poi rivendeva a prezzi più accessibili.
Nel 1599-1601 fu conte e capitano di Sebenico. Qui disciplinò la sorveglianza notturna abolendo la possibilità di esenzioni a pagamento per i due capitani che vi erano preposti e restaurò il palazzo dei rettori. Riuscì, inoltre, a mantenere buoni rapporti con i sangiacchi di Clissa e Lika e con gli Uscocchi, sicché sotto il suo mandato la città poté godere di un periodo di pace.
Anche il Canal fu tra i patrizi interessati alla terraferma veneta: nel 1590 acquistava sedici campi a Vigonovo (presso Salgareda) e nel 1596 trentasette campi, un quarto e centonove tavole a Musestre; in quest'ultima località doveva possedere altri terreni, visto che nel 1619 la vedova Gradeniga Barbarigo (sposata nel 1583) poté vendere venticinque campi alle suore di Santo Spirito.
Anche i suoi sette figli, Fabio (nato nel 1586), Benetto (1590-1645), Agostino (1594-1651), Gabriele (1595-1634), Vincenzo (1597-1629), Michele (1600-1662), Piero (1601-1659), furono impegnati nella vita amministrativa della Repubblica.